# Český rozhlas Radiožurnál Sport
Český rozhlas Radiožurnál Sport je celoplošná stanice Českého rozhlasu, zaměřená na sport. Vysílá přímé přenosy ze sportovních akcí, tematické magazíny, rozhovory, vstupy a reportáže, které jsou doplněny zpravodajskými relacemi a hudbou. Stanice vysílá od 6 do 24 hodin vlastní program, zatímco ve zbylém čase přebírá vysílání stanice Radiožurnál.

## Historie
Sportovní vysílání je dlouhodobou součástí stanice Český rozhlas Radiožurnál, v letech 2014–2017 byla navíc provozována digitální stanice/stream Český rozhlas Sport. Spuštění stanice Radiožurnál Sport plánoval Český rozhlas na rok 2020 v souvislosti s Letními olympijskými hrami v Tokiu. Ty však byly kvůli pandemii covidu-19 přesunuty na rok 2021, a odložen byl i start sportovní rozhlasové stanice. Její vysílání tak bylo zahájeno 21. května 2021 při příležitosti Mistrovství světa v ledním hokeji 2021.
Poslechovost Radiožurnálu Sport postupně rostla. Zatímco ve druhém pololetí roku 2021 měl zhruba dva tisíce posluchačů denně a alespoň jednou týdně oslovila devět tisíc zájemců, o necelý rok později se mohl pochlubit 23 tisíci denními a 37 tisíci týdenními posluchači. Radiožurnál Sport se tak stal nejposlouchanější stanicí Českého rozhlasu vysílanou čistě ve vysílání DAB+, když předčil Radio Wave.

## Pořady
Součástí programové skladby jsou tradiční pořady S mikrofonem za hokejem a S mikrofonem za fotbalem, nové jsou například rozhovory Na place. Stanice se také zaměřuje na paralympijský sport. Každý všední den mezi 10. a 11. hodinou stanice vysílá pořad některé ze staničních osobností. Vybrané pořady sdílí stanice vedle webových stránek také na podcastových platformách.

## Lidé
Mezi moderátory stanice patřili při spuštění provozu Martin Minha, Karel Janů, Tomáš Klement, Ondřej Prokop, Štěpán Pokorný, Markéta Salaj Svozilová, Jan Říha, Radek Šilhan a Vojtěch Šafář. Vlastní pořady připravují bývalí sportovci Martin Procházka, Andrea Sestini Hlaváčková a Kateřina Neumannová. Pořad Na place uvádí herci a sportovní fanoušci David Novotný, Ladislav Hampl a Pavel Nečas. Součástí programu byl pravidelně i Vavřinec Hradilek, v lednu 2023 však stanice zařadila místo jeho rozhovorů pravidelný fotbalový pořad fotbalisty Zdeňka Folprechta.

## Distribuce signálu
Stanice Český rozhlas Radiožurnál Sport je dostupná v digitálním DAB+ vysílání, v DVB-T2 a na internetu.
| Město/Oblast     | Frekvence |
| ---------------- | --------- |
| Čechy            | 12C DAB+  |
| Morava a Slezsko | 12D DAB+  |